# 受信寮の人々
『受信寮の人々』（じゅしんりょうのひとびと）は、2015年から日本放送協会のテレビメディア（総合テレビ、Eテレ、BS1、BSプレミアム）で放送されているミニドラマ風のスポット番組である。

## 概要
NHKの番組は、視聴者から徴収される受信料によって制作されている。その意義を広く認知してもらうことを目的として制作されたもので、2015年6月から放送されている。
2015年度は1年間で全7回にわたり放送された。スポットでは、「受信料」にちなんだ「受信寮」なる架空の独身寮を舞台に、そこに引っ越した「黒島さん」と、NHKの番組の人気キャラクターやパーソナリティーとのふれあいを描いたものとなっている。60秒と30秒の2バージョンがある。
2016年より第2期の放送が始まり、寮母役には首藤奈知子に替わり、橋本奈穂子が新しく登場した。

## 全編一覧
| 回     | タイトル                     | 初回放送日     |
| ------ | ---------------------------- | -------------- |
| 第一話 | 出会い編                     | 2015年06月     |
| 第二話 | 料理編                       | 2015年06月     |
| 第三話 | ざわざわ森編                 | 2015年08月     |
| 第四話 | タイムスクープハンター現る編 | 2015年08月     |
| 第五話 | 最強対決編                   | 2015年11月02日 |
| 第六話 | タイムスクープハンター再び編 | 2016年01月04日 |
| 第七話 | 生でさだまさし編             | 2016年01月04日 |
| 第八話 | ワクワク編                   | 2016年05月23日 |
| 第九話 | まぁーるくおさめまっせ編     | 2016年10月11日 |
| 第十話 | スポーツを身近に編           | 2016年11月01日 |

## 出演

### 2015年度

#### レギュラー
| キャラクター | 演者            | 出演番組                            |
| ------------ | --------------- | ----------------------------------- |
| 黒島さん     | 黒島結菜        | 花燃ゆ（総合テレビ）                |
| 寮母さん     | 首藤奈知子      | NHKアナウンサー                     |
| はに丸       | 声・田中真弓    | おーい!はに丸（Eテレ）              |
| ひんべえ     | 声・安西正弘    | おーい!はに丸（Eテレ）              |
| どーもくん   | 声・山川静夫※   | みんなDEどーもくん!（BSプレミアム） |
| ニャッキ     | 声・安原佐知子※ | ニャッキ!（Eテレ）                  |
| レミさん     | 平野レミ        | きょうの料理（Eテレ）               |
| 卑弥呼（?）  | 中村獅童        | 歴史にドキリ（Eテレ）               |

※ノンクレジット

#### ゲスト
| 出演話        | キャラクター           | 演者                   | 出演番組                                           |
| ------------- | ---------------------- | ---------------------- | -------------------------------------------------- |
| 第一話        | オフロスキー           | 小林顕作               | みいつけた!（Eテレ）                               |
| 第二話        | 秋山さん               | 秋山気清               | NHKのど自慢（総合テレビ・ラジオ第1）               |
| 第三話        | がんこちゃん           | 声・根本圭子           | ざわざわ森のがんこちゃん（Eテレ）                  |
| 第三話        | ざわざわ森の仲間たち   | [ 注釈 2 ]             | ざわざわ森のがんこちゃん（Eテレ）                  |
| 第三話        | プリンセスプリンプリン | 声・石川ひとみ         | プリンプリン物語（Eテレ）                          |
| 第三話        | ルチ将軍               | 声・神谷明             | プリンプリン物語（Eテレ）                          |
| 第三話 第四話 | 初代ストレッチマン     | 宇仁菅真               | ストレッチマン（Eテレ）                            |
| 第四話 第六話 | 沢嶋雄一               | 要潤                   | タイムスクープハンター（総合テレビ）               |
| 第五話 第七話 | イカ大王               | 塚地武雅               | LIFE!〜人生に捧げるコント〜（総合テレビ）          |
| 第五話        | ヒゲじい               | 声・龍田直樹           | ダーウィンが来た! 〜生きもの新伝説〜（総合テレビ） |
| 第五話        | 竹内さん               | 竹内薫                 | サイエンスZERO（Eテレ）                            |
| 第五話        | ルーシー               | アナンダ・ジェイコブズ | エイエイGO!（Eテレ）                               |
| 第六話        | 気象予報士             | 斉田季実治             | NEWS WEB（総合テレビ）                             |
| 第七話        | キャスター             | さだまさし             | 今夜も生でさだまさし（総合テレビ）                 |
| 第七話        | 放送作家               | 井上知幸               | 今夜も生でさだまさし（総合テレビ）                 |
| 第七話        | 音響効果               | 住吉昇                 | 今夜も生でさだまさし（総合テレビ）                 |

### 2016年度
| キャラクター       | 演者           | 出演番組                   |
| ------------------ | -------------- | -------------------------- |
| 黒島さん           | 黒島結菜       | 夏目漱石の妻（総合テレビ） |
| 寮母さん           | 橋本奈穂子     | NHKアナウンサー            |
| 初代ストレッチマン | 宇仁菅真       | ストレッチマン（Eテレ）    |
| オフロスキー       | 小林顕作       | みいつけた!（Eテレ）       |
| ワクワクさん       | 久保田雅人     | つくってあそぼ（Eテレ）    |
| ゴロリ             | 声・中村秀利   | つくってあそぼ（Eテレ）    |
| 坂之上おじゃる丸   | 声・西村ちなみ | おじゃる丸（Eテレ）        |